# وزارت امور خارجه گرجستان
وزارت امور خارجه گرجستان ( گرجی: საქართველოს საგარეო საქმეთა სამინისტრო ) یک نهاد دولتی در گرجستان است که مسئول حفاظت و ارتقای منافع گرجستان و افراد و نهادهای آن در خارج از این کشور را برعهده دارد. این وزارتخانه توسط وزیر امور خارجه هدایت می‌شود. وزیر امورخارجه را نخست وزیر گرجستان به عنوان یکی از اعضای کابینه منصوب می‌کند. در حال حاضر، وزیر امورخارجه گرجستان ایلیا درچیاشویلی است. وی از ۴ آوریل ۲۰۲۲ به عنوان وزیر امور خاجه مشغول به کار شده است.

## فعالیت
سرویس خارجی گرجستان - وزارت امور خارجه، نمایندگی‌های دیپلماتیک و خدمات کنسولی - در خدمت منافع و ارزش‌های ملی اساسی است که در قانون اساسی گرجستان، استراتژی سیاست خارجی و همچنین مفهوم امنیت ملی تثبیت شده است. این وزارتخانه سیاست خارجی گرجستان را برای ارتقای امنیت و موقعیت بین‌المللی کشور و ارتقای منافع آن در جهانی که به طور فزاینده جهانی می‌شود هدایت می‌کند.

## تاریخچه

### جمهوری دموکراتیک گرجستان

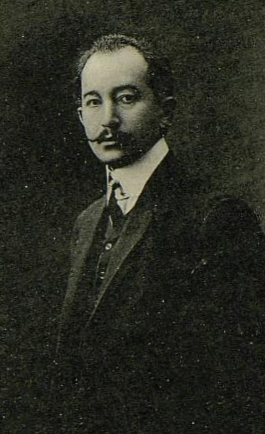
اوگنی گگچکوری

وزارت امور خارجه گرجستان در ۲۶ مه ۱۹۱۸، دقیقا در همان روزی که گرجستان استقلال خود را از روسیه تزاری اعلام کرد، بنیان نهاده شد. در نتیجه کمیسیون امور خارجه، نمایندگی‌های دیپلماتیک و سایر نهادهای لازم برای انجام کار دیپلماتیک در خارج از کشور تشکیل شد. اولین وزیر امور خارجه آکاکی چخنکلی  یک رهبر سیاسی برجسته گرجی بود. در نوامبر ۱۹۱۸، اوگنی گگچکوری به عنوان وزیر امور خارجه منصوب شد.
وزارت امور خارجه مسئول اصلی سیاست خارجی در جمهوری دموکراتیک گرجستان بود. مذاکرات دیپلماتیک نخست از طرف دولت انجام می‌شد. وزارتخانه هم پاسخگوی مجلس بود. در آن دوران، تعداد کارکنان وزارتخانه بیش از ۵۰ نفر نبود و ساختار آن به شرح زیر بود: 
- وزیر امور خارجه - مدیر وزارت، معاون، مشاور حقوقی، منشی وزیر.
- بخش پرسنل - رئیس اداره پرسنل وزیر، دبیر اجرایی، راننده.
- بخش سیاسی - رئیس بخش، رئیس بخش اروپایی، رئیس بخش آسیایی، دبیران اجرایی بخش‌ها، معاونت‌ها و مترجمان.
- اداره کل - رئیس اداره، دبیر اجرایی و معاون وی، صدارت.
- دفتر اطلاع رسانی - رئیس اداره، دبیر اجرایی، ریاست و مترجمان.

## ساختار و سازمان

### وزیر امور خارجه
وزیر امور خارجه، مدیر اجرایی وزارت و یکی از اعضای کابینه است که مستقیماً پاسخگوی نخست وزیر گرجستان است و به او مشاوره می‌دهد. او همچنین وزیر کل وزارتخانه است و کارکنان آن را سازماندهی و بر فعالیت آنها نظارت می‌کند.

### ساختار
| ساختار                                   | ساختار |
| ---------------------------------------- | --- |
| Minister of Foreign Affairs              | Minister's Secretariat |
| Minister of Foreign Affairs              | Internal Audit Department - Division of Internal Audit - Division of Internal Inspection |
| Minister of Foreign Affairs              | Division of Classified Document Management |
| Minister of Foreign Affairs              | Ambassadors at Large |
| Minister of Foreign Affairs              | General Directorate of Information and Public Relations - Press and Information Department - Strategic Communications Department |
| Minister of Foreign Affairs              | Department of Human Resources Management |
| Minister of Foreign Affairs              | Political Department - Analytical Division |
| Minister of Foreign Affairs              | Department of Security of Georgian Diplomatic Representations and Consular Offices Abroad - Division of Europe - Division of Neighbouring Countries - Division of Americas, Asia, Africa, Australia and Oceania |
| First Deputy Minister of Foreign Affairs | Political Department - Policy Planning Division |
| First Deputy Minister of Foreign Affairs | Department of International Organisations - UN Division - OSCE Division - Division Council of Europe - New Threats and Arms Control Division |
| First Deputy Minister of Foreign Affairs | Department of Neighbouring Countries - Division of Bilateral Relations - Service of Georgian State border Delimitation, Demarcation and Border Relations |
| First Deputy Minister of Foreign Affairs | Department of the Americas: - Division of U.S. And Canada - Division of Latin American and Caribbean Basin Countries |
| First Deputy Minister of Foreign Affairs | Department of NATO Integration: - NATO Division - Division of inter-agency coordination |
| Deputy Minister of Foreign Affairs       | Department of European Affairs - Division of West Europe - Division of East Europe |
| Deputy Minister of Foreign Affairs       | General Directorate of European Integration - Department of European Integration - Division for EU Association - Division for Eastern Partnership, Policy Planning and Analysis - EU Assistance Coordination and Sectoral Integration Department - Division for EU Assistance Coordination - Division for Sectoral Integration |
| Deputy Minister of Foreign Affairs       | LEPL - Information Center on NATO and EU - Public Information Division on EU - Public Information Division on NATO - Project Management Division - Regional Representatives Coordination Division |
| Deputy Minister of Foreign Affairs       | Department of International Cultural and Humanitarian Relations |
| Deputy Minister of Foreign Affairs       | Department of Diplomatic Protocol - Diplomatic Missions and International Organisations Division - High Level Delegations Division - Events and Ceremonials Division |
| Deputy Minister of Foreign Affairs       | Department of International Law - Division of Bilateral International Treaties - Division of Multilateral International Treaties and Legal Analysis |
| Deputy Minister of Foreign Affairs       | Department of Legal Issues and Relations with Parliament |
| Deputy Minister of Foreign Affairs       | Consular Department - Analytical and Planning Division - Division of Georgia's Diplomatic Representations and Consular Offices Abroad - Division of Foreign Diplomatic Representations and Consular Offices in Georgia - Information and Consultation Division                                                                 |
| Deputy Minister of Foreign Affairs       | LEPL - Bureau of Translation of International Agreements |
| Deputy Minister of Foreign Affairs       | Department of International Economic Relations - Division of Multinational and Regional Economic Cooperation - Division for the Promotion of Foreign Investments and Export |
| Deputy Minister of Foreign Affairs       | Department of Middle East and Africa |
| Deputy Minister of Foreign Affairs       | Department of Asia and The Pacific - Division of Central and East Asian Countries - Division of South Asia, Australian and Pacific Rim Countries |
| Deputy Minister of Foreign Affairs       | Administrative Department: - Budget Planning and Management Service - Bookkeeping and Reporting Service - State Procurement Service - Material-Technical Support Service - Official Correspondence Service: - General Recordkeeping Division - Diplomatic Mail Division - Archive Division                                     |
| Deputy Minister of Foreign Affairs       | Department for Relations With Diaspora - Division for Relations with Compatriots and Diaspora Organisations - Diaspora Programmes Division |
| Deputy Minister of Foreign Affairs       | IT Department |
| Deputy Minister of Foreign Affairs       | LEPL - Levan Mikeladze Diplomatic Training and Research Institute |

اشخاص حقوقی حقوق عمومی
o LEPL - مرکز اطلاعات ناتو و اتحادیه اروپا
مرکز اطلاعات LEPL درباره ناتو (پیمان آتلانتیک شمالی) و اتحادیه اروپا در سال ۲۰۰۵ بنیانگذاری شد و از سال ۲۰۱۷ زیر نظر وزارت امور خارجه گرجستان به ادامه فعالیت در این زمینه می‌پردازد.  هدف این مرکز حمایت و تسریع روند ادغام اروپایی و یورو-آتلانتیک گرجستان از طریق دیپلماسی عمومی و تلاش‌های ارتباطی راهبردی، عمدتاً بر حفظ و افزایش حمایت عمومی - مبتنی بر دانش نسبت به اولویت‌های اصلی سیاست خارجی کشور - و از همه مهمتر، عضویت گرجستان در ناتو  و اتحادیه اروپا برای گسترش روابط اقتصادی است.
o LEPL - نهاد آموزشی و پژوهشی دیپلماتیک Levan Mikeladze
هدف نهاد آموزشی و پژوهشی دیپلماتیک Levan Mikeladze (DTRI) وزارت امور خارجه گرجستان (MFA) ارتقاء گسترش حرفه ای مستمر کارکنان وزارت امور خارجه و کارمندانی که ذخیره دیپلماتیک را تشکیل می‌دهند است. این امر با در دید گرفتن اولویت‌های سیاست خارجی بر اساس نیازها و روندهای موجود در گرجستان صورت می‌گیرد. هدف این مرکز نیز افزایش آگاهی دیپلمات‌های خارجی معتبر در گرجستان و تقویت گنجایش و ظرفیت مقامات دولتی فعال در حوزه روابط بین الملل است.

## بودجه
بودجه وزارت امور خارجه در سال ۲۰۲۳، ۱۸۶ میلیون لاری (واحد پول گرجستان) (۷۰٫۰۶ میلیون دلار) بود که نسبت به سال ۲۰۲۲، ۹٫۴ میلیون لاری (۳٫۵ میلیون دلار) افزایش یافته است . 